# Pseudosparianthis chickeringi
Pseudosparianthis chickeringi är en spindelart som först beskrevs av Willis J. Gertsch 1941.  Pseudosparianthis chickeringi ingår i släktet Pseudosparianthis och familjen jättekrabbspindlar.
Artens utbredningsområde är Panama. Inga underarter finns listade i Catalogue of Life.